# Rafaeli
Rafaeli is een plaats in de gemeente Višnjan in de Kroatische provincie Istrië. De plaats telt 9 inwoners (2001).